# Христианско-социальная партия (Лихтенштейн)
Христианско-социальная партия Лихтенштейна (нем. Christlich-soziale Partei Liechtensteins, CSP) — бывшая партия в Княжестве Лихтенштейн; основана в 1961 году.
Впервые приняла участие в выборах в парламент в 1962 году, получив 10,09 % голосов. Тем не менее, партия не смогла попасть в Ландтаг, поскольку не преодолела установленный на момент выборов 18 % избирательный барьер.
После поражения на выборах партия подала иск в Княжеский суд с требованием отменить восемнадцатипроцентный проходной барьер. Руководствуясь ст. 22 Закона «О выборах» от 18 января 1939 года, суд удовлетворил иск, отменив проходной барьер. Впоследствии решение суда было признано противоречащим Конституции княжества и отменено.
По результатам парламентских выборов 1966 Христианско-социальная партия вновь подала иск в суд (партия получила на этих выборах 8,74 % голосов), однако иск был отклонен.
На следующих выборах 1974 года партия также не смогла пройти в парламент из-за уменьшения поддержки со стороны избирателей. После этого партия была распущена.